# René Wessels
René Wessels (* 7. September 1985 in Kloosterhaar) ist ein niederländischer Fußballspieler. Der Stürmer spielt aktuell für den deutschen Bezirksligisten FC Mönninghausen.

## Karriere
Wessels begann mit dem Fußballspielen beim FC Emmen, wo er mehrere Jahre in der Eerste Divisie auftrat und spielte von 2006 bis 2009 in Deutschland beim Oberligisten SV Meppen. Ab August 2009 spielte er zwei Jahre für BV Veendam in der zweiten niederländischen Liga und kehrte im Juli 2011 zum SV Meppen zurück, nach dessen Aufstieg in die Regionalliga Nord.
Am 4. Juni 2013 gab der in die Regionalliga West aufgestiegene SV Lippstadt 08 bekannt, René Wessels für ein Jahr verpflichtet zu haben. Gleich am ersten Spieltag erlitt der Stürmer einen Achillessehnenriss und fiel für den Rest der Hinrunde aus. Im Februar 2014 gab er sein Comeback auf dem Rasen, den direkten Wiederabstieg der Lippstädter in die Oberliga konnte er jedoch nicht mehr verhindern. Im Sommer 2015 wechselte er zum SC Roland Beckum.